# 醉爾斯冰淇淋

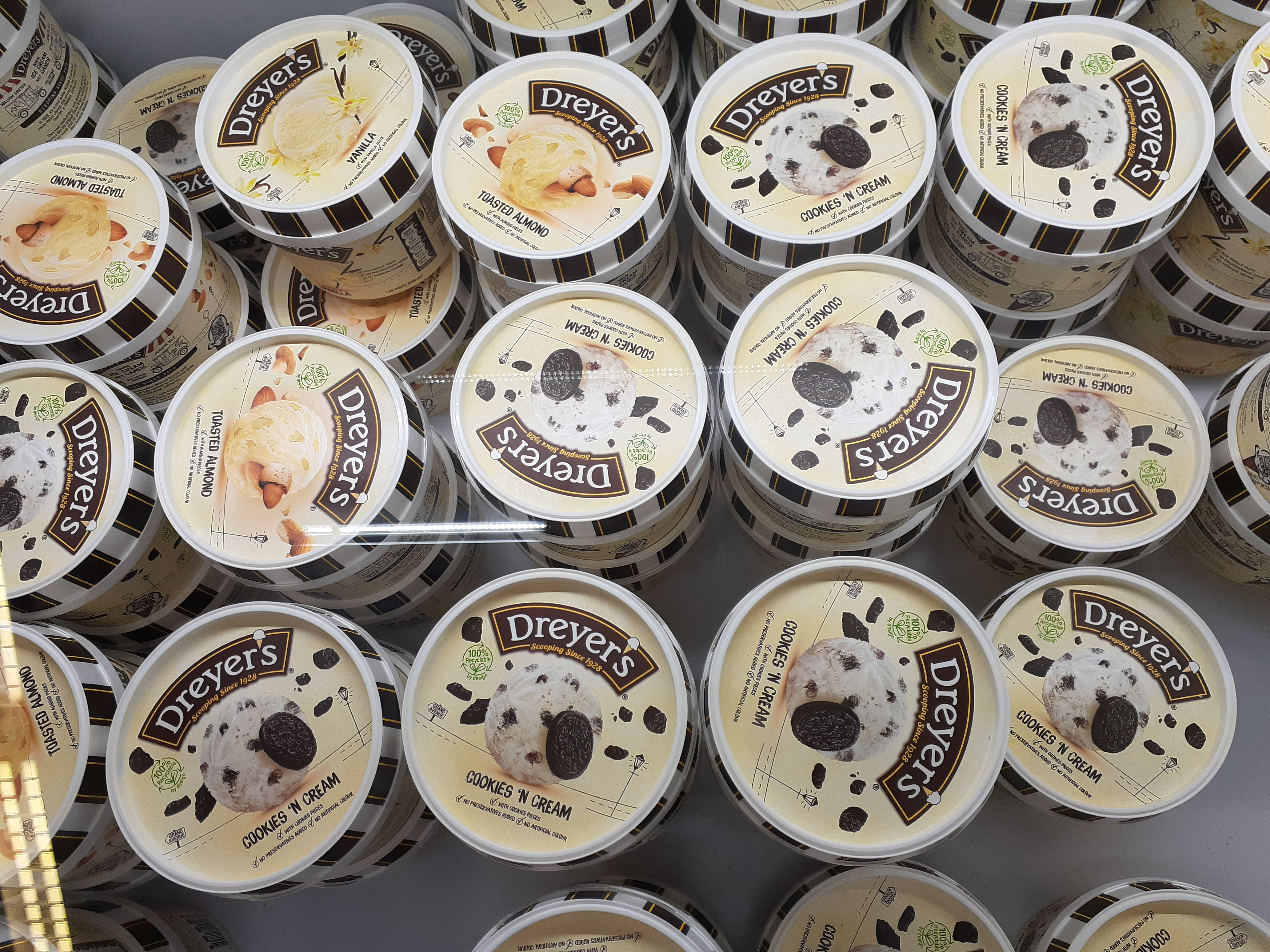
在香港出售的Dreyer's家庭裝雪糕

醉爾斯（Dreyer's）是一家總部位於美國的冰淇淋與冷凍優格製造商，為雀巢旗下公司，但美國業務則屬於英國Froneri集團。其產品在美國西部及德州以Dreyer's的名稱銷售，美國其餘地方則以Edy's的名稱銷售；Dreyer's及Edy's是美國銷量最高的包裝品牌雪糕。

## 歷史
1928年，由William Dreyer與Joseph Edy在加州奧克蘭創立。1981年，其股份以股票代號DRYR於NASDAQ上市。
2002年6月，雀巢購入67%的Dreyer's股份，並於2006年1月全數收購該公司，令雀巢成為擁有17.5%市場份額、全球最大的冰淇淋生產商。
2019年12月，英國食品生產商Froneri集團與雀巢達成協議，Froneri以40億美元向雀巢收購Dreyer's及哈根達斯在美國及加拿大經營的業務，該收購協議於2020年第一季完成。

## 生產地區
Dreyer's是國際知名的雪糕品牌，除了在美國本土設有大型廠房外，在亞洲也設有生產線。
過往從美國直接進口的Dreyer's雪糕在香港的雪糕零售市場一直被認為是高檔貨色，其售價也較牛奶公司、阿波羅雪糕等本地品牌為高。2002年雀巢集團收購Dreyer's後，雀巢隨即把Dreyer's品牌整合到旗下的生產線。由於雀巢集團之前在香港已取得牛奶公司乳製品業務的控制權，並由雀巢香港有限公司管理，而牛奶公司早已在香港設有雪糕生產線，雀巢香港因而投入Dreyer's品牌雪糕的生產業務，現在香港出售的Dreyer's雪糕產品基本上都是在香港元朗工業邨的廠房製造，雀巢整合旗下產品線後，原雀巢牛奶公司品牌的部分產品如家庭裝三色雪糕一度停產。

## 外部連結
- 官方網站 （页面存档备份，存于）
- 集團網站